# Троєбратський
Троєбра́тський (каз. Троебрат, рос. Троебратский) — село у складі Узункольського району Костанайської області Казахстану. Адміністративний центр та єдиний населений пункт Троєбратського сільського округу.
Населення — 1708 осіб (2021; 2413 осіб (2009, 2634 у 1999, 3737 у 1989).